# Laia Aubert
Laia Aubert (ur. 10 maja 1986 roku w Sant Quirze del Vallès) – hiszpańska biegaczka narciarska. Była uczestniczką Zimowych Igrzysk Olimpijskich w Turynie (2006).

## Osiągnięcia

### Igrzyska olimpijskie
| Miejsce | Dzień     | Rok  | Miejscowość | Konkurencja             | Czas biegu  | Strata      | Zwyciężczyni         |
| ------- | --------- | ---- | ----------- | ----------------------- | ----------- | ----------- | -------------------- |
| 61.     | 12 lutego | 2006 | Pragelato   | 15 km bieg łączony      | 50:41,3 min | +7:52,6 min | Kristina Šmigun-Vähi |
| 64.     | 16 lutego | 2006 | Pragelato   | 10 km stylem klasycznym | 33:29,4 min | +5:38,0 min | Kristina Šmigun-Vähi |

### Mistrzostwa świata juniorów
| Miejsce | Dzień       | Rok  | Miejscowość | Konkurencja                            | Czas biegu  | Strata      | Zwyciężczyni    |
| ------- | ----------- | ---- | ----------- | -------------------------------------- | ----------- | ----------- | --------------- |
| 51.     | 3 lutego    | 2004 | Stryn       | 15 km stylem klasycznym (start masowy) | 52:49,6 min | +6:37,0 min | Irina Chazowa   |
| 53.     | 5 lutego    | 2004 | Stryn       | 5 km stylem dowolnym                   | 14:24,6 min | +1:20,9 min | Irina Chazowa   |
| 57.     | 7 lutego    | 2004 | Stryn       | sprint stylem dowolnym                 | 2:10,8 min  |             | Astrid Øvstedal |
| 20.     | 21 marca    | 2005 | Rovaniemi   | 10 km bieg łączony                     | 31:07,3 min | +1:42,4 min | Marte Elden     |
| 31.     | 25 marca    | 2005 | Rovaniemi   | 5 km stylem dowolnym                   | 15:54,8 min | +1:30,0 min | Natalja Iljina  |
| 41.     | 31 stycznia | 2006 | Kranj       | sprint stylem dowolnym                 | 2:31,8 min  |             | Astrid Jacobsen |
| 34.     | 1 lutego    | 2006 | Kranj       | 5 km stylem klasycznym                 | 15:25,5 min | +1:27,6 min | Astrid Jacobsen |
| 21.     | 3 lutego    | 2006 | Kranj       | 10 km bieg łączony                     | 30:38,7 min | +1:26,5 min | Charlotte Kalla |

### Uniwersjada
| Miejsce | Dzień       | Rok  | Miejscowość | Konkurencja                            | Czas biegu  | Strata      | Zwyciężczyni      |
| ------- | ----------- | ---- | ----------- | -------------------------------------- | ----------- | ----------- | ----------------- |
| 45.     | 22 stycznia | 2005 | Innsbruck   | 15 km stylem klasycznym (start masowy) | 57:35,5 min | +7:22,8 min | Justyna Kowalczyk |